# Marta Domínguez (Squashspielerin)
Marta Domínguez Fernández (* 2. August 2001 in Vigo) ist eine spanische Squashspielerin. 

## Karriere
Marta Domínguez spielte 2020 erstmals auf der PSA World Tour und gewann auf dieser bislang vier Titel. Ihre beste Platzierung in der Weltrangliste erreichte sie mit Rang 52 am 21. April 2025. Für die spanische Nationalmannschaft debütierte sie 2019 bei der Europameisterschaft, bei der sie eine Partie bestritt. 2021 wurde sie spanische Meisterin, nachdem sie im Finale Cristina Gómez bezwungen hatte. 2019 und 2020 hatte sie im Finale noch jeweils gegen Gómez verloren. Bei Weltmeisterschaften gehörte sie 2024 erstmals zum spanischen Kader. In dem Jahr wurde sie außerdem zum zweiten Mal spanische Meisterin. Ein Jahr darauf gewann sie bei den World Games die Bronzemedaille.

## Erfolge
- Gewonnene PSA-Titel: 4
- Spanische Meisterin: 2021, 2024
- World Games: 1 × Bronze (2025)